# Jacques Gérard
Jacques Gérard (1890-1918) est un as de l'aviation de la Première guerre mondiale, avec 8 victoires reconnues en combat aérien, mort au combat en juillet 1918,,.

## Biographie
Né le 26 octobre 1890, fils d'Alphonse Gérard et Madeleine Boivin, il est étudiant quand il intègre en tant qu'appelé le 113e régiment d'infanterie en octobre 1915. Il est affecté comme mécanicien et chauffeur, est à cette occasion en contact avec les laboratoires mobiles de photographie aérienne. Il est versé dans l'aviation en août 1917 après avoir obtenu son brevet de pilote à Dijon en juin 1917 à l'Escadrille 18. Il suit un entraînement à Pau et à Cazaux et est affecté à l'Escadrille 65 (en) en novembre 1917. Il est à cette époque promu caporal.
Il est promu sergent en janvier 1918, puis adjudant le 25 juin 1918.
Le 3 juillet 1918, il est tué au combat dans un engagement contre cinq appareils allemands.

## Liste des victoires
Victoires dans l'ordre chronologique. La note n.c indique « non confirmé ».

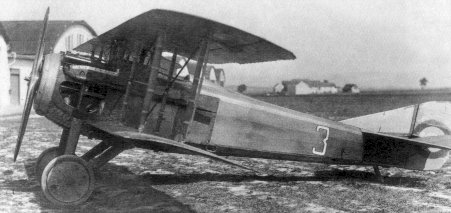
Un chasseur biplan SPAD S.VII similaire à celui utilisé par Jacques Gérard au combat.

| Numéro | Date            | Appareil piloté                  | Appareil adverse                   | Issue du combat | Lieu       | Note                                                                            |
| ------ | --------------- | -------------------------------- | ---------------------------------- | --------------- | ---------- | ------------------------------------------------------------------------------- |
| 1      | 30 janvier 1918 | Chasseur biplan SPAD S.VII S4236 | Avion allemand                     | Abattu          | Beine      | Victoire partagée avec Jules Covin et deux autres pilotes de l'escadrille Spa31 |
| 2      | 31 mars 1918    | Spad S.VII S4236                 | Avion allemand                     | Abattu          | Lagny      | Victoire partagée avec Charles Nungesser                                        |
| 3      | 21 avril 1918   | Spad S.VII S4236                 | Biplace allemand de reconnaissance | Abattu          | Ételfay    | Victoire partagée avec Georges Lienhart                                         |
| 4      | 23 avril 1918   | Spad S.VII S4236                 | Biplace allemand de reconnaissance | Abattu          | Le Ployron | Victoire partagée avec un autre pilote                                          |
| 5      |                 | Spad S.VII S4236                 | Biplace allemand de reconnaissance | Abattu          | Rollot     |                                                                                 |
| 6      | 6 juin 1918     | Spad S.VII S4236                 | Avion allemand                     | Abattu          | Longpont   |                                                                                 |
| 7      | 25 juin 1918    | Spad S.VII S4236                 | Avion allemand                     | Abattu          |            |                                                                                 |
| 8      | 28 juin 1918    | Spad S.VII S4236                 | Albatros                           | Abattu          | Chaudun,   |                                                                                 |
| n.c    |                 | Spad VII S4236                   |                                    |                 |            |                                                                                 |
| n.c    |                 | Spad VII S4236                   |                                    |                 |            |                                                                                 |

## Ouvrages de référence
- (en) Norman L. R. Franks et Frank W. Bailey, Over the front : a complete record of the fighter aces and units of the United States and French Air Services, 1914-1918, Londres, Grub Street, 1992, 228 p. (ISBN 978-0-948817-54-0 et 0-948-81754-2, lire en ligne).
- (en) Jon Guttman, SPAD VII aces of World War 1, Oxford, Osprey Aviation, coll. « Osprey aircraft of the aces » (no 39), 2001, 96 p. (ISBN 1-84176-222-9 et 978-1-841-76222-7, lire en ligne).